# Valerij Borzov
Valerij Pilipovič Borzov (ukrajinski: Валерій Пилипович Борзов ) (Sambir, Lavovska oblast, 20. listopada 1949.), ukrajinski atletičar koji je nastupao za SSSR.
Dvostruka pobjeda u sprintu na 100 m te na 200 m na Olimpijskim igrama u Münchenu 1972. godine najsjajniji je trenutak njegove karijere. Nakon pobjede na 100 m činilo se da je diskvalifikacija dva najbolja sprintera iz SAD-a, Reya Robinsona i Eddie Hayesa, zbog kašnjenja na start olakšala Borzovu put do zlata. Međutim, na 200 m je Borzov pobijedio obojicu u direktnom obračunu te time dokazao zaista sjajnu formu.
Osim olimpijskih uspjeha bio je trostruki europski prvak u utrci na 100 m i sedmerostruki dvoranski europski prvak u utrkama na 60 m. 